# Börsintroduktion
Börsintroduktion  (eng.  Initial Public Offering, IPO) innebär att göra aktierna i ett aktiebolag tillgängliga för handel på en aktiebörs, där aktien samtidigt noteras. Detta kan ske genom att de existerande ägarna säljer hela eller delar av sitt aktieinnehav, eller genom nyemission av aktier för att få in nytt aktiekapital till företaget.
En börsintroduktion innebär så gott som alltid att ägandet i företaget sprids.
I samband med en börsintroduktion behöver en mängd information om företaget tas fram och offentliggöras för möjliggöra för potentiella aktieägare att bedöma företagets värde, och för att uppfylla börsens krav på information. Normalt behöver därför ett företag ta hjälp av en investmentbank för att genomföra börsintroduktionen.